# Tory Kittles
Tory Kittles (rođen 1975. godine) je američki glumac. Najpoznatiji je po ulogama u filmovima Ulice Malibua, Obogati se ili umri, Next i Miracle at St. Anna te prvoj sezoni televizijske serije Pravi detektiv.

## Vanjske poveznice
- Tory Kittles u internetskoj bazi filmova IMDb-u (engl.)